# August Haffner

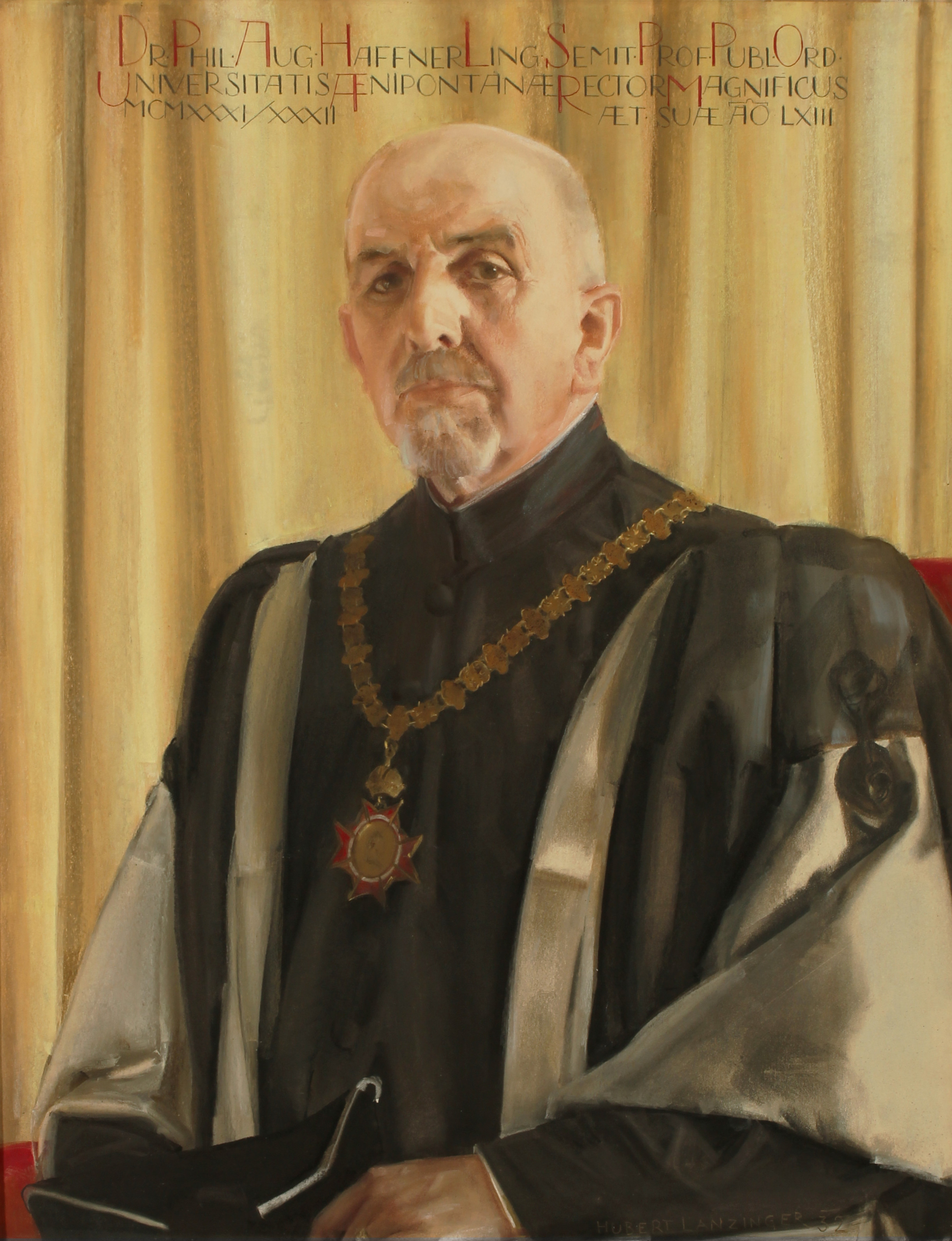
Porträt von August Haffner als Rektor der Universität Innsbruck (1932)

August Haffner (* 16. Mai 1869 in Witten; † 1. Juni 1941 in Hall in Tirol) war ein deutsch-österreichischer Semitist.

## Leben
August Haffner war ein Sohn von Wilhelm Haffner, einem Schichtmeister der Bochumer Ruhrzeche Friederica. Er besuchte die Volksschule in Werden und Bochum und von 1880 bis 1887 das Gymnasium. 1887 kam er für das Theologiestudium an die Universität Innsbruck und wurde Mitglied der katholischen Verbindung Austria. Nach einem Jahr wechselte er das Studium und widmete sich fortan der orientalischen Philologie, deren Studium er ab 1989 an der Universität Wien fortsetzte, wo er am 3. Juni 1892 mit der Arbeit Das Kitab-al-Chail von Al-Asmai promoviert wurde. Zu seinen wichtigsten Lehrern gehörten Joseph von Karabacek, Jakob Krall, David Heinrich Müller und Leo Reinisch. Nach einem Studienaufenthalt bei Fritz Hommel in München, kehrte er 1893 wieder nach Wien zurück. Die österreichische Staatsbürgerschaft wurde August Haffner am 13. April 1894 verliehen. Am 9. Februar 1897 habilitierte er sich an der Universität Wien mit der Arbeit Die Homilie des hl. Ephräm von Syrien über das Pilgerleben für semitische Sprachen. Von 1897 bis 1899 bereiste Haffner Ägypten, Palästina und Syrien und widmete sich auf dem Rückweg in Konstantinopel der Handschriftenforschung.
1906 übernahm Haffner das Extraordinariat für semitische Sprachwissenschaft an der Universität Innsbruck, was zu Protesten von klerikal orientierten Professoren und Studenten führte. 1917 wurde er auf Vorschlag der Fakultät zum Ordinarius berufen. Von 1921 bis 1923 war er Dekan der Philosophischen Fakultät und im Studienjahr 1931/32 Rektor der Universität Innsbruck. Nach der Machtübernahme durch die Nationalsozialisten wurde er 1938 pensioniert.

## Familie
August Haffner war mit Lydia Hepperger verheiratet, ihr achtes Kind war die spätere Schriftstellerin Gertrud Theiner-Haffner.

## Werke
- Kitab-al-Chail von Al-Asmai. Wien 1895
- Die Homilie des hl. Ephräm von Syrien über das Pilgerleben. Wien 1896
- Texte zur arabischen Philologie, Leipzig 1905
- Drei Arabische Quellenwerke über die Addad. Beirut 1913
- Aloys Sprenger. Ein Tiroler Orientalist. Zur Enthüllung des Sprenger-Denkmals in Nassereith am 19. Oktober 1913. Innsbruck 1913
- Das Hexaëmeron des Pseudo-Epiphanius, in: Oriens Christianus N. S. 10, 1920, 5. 91–145